# Los graduados
Los graduados  es una serie de televisión colombiana, producida por Fox Telecolombia para RCN Televisión en 2013. Es la versión colombiana de la exitosa telecomedia argentina Graduados. Esta protagonizada por Zharick León, Kathy Sáenz, Jorge Enrique Abello, Santiago Moure y Luis Fernando Hoyos. Se estrenó el 18 de septiembre de 2013.

## Sinopsis
La historia trata de un grupo de amigos de colegio quienes se reencuentran luego de 20 años. María Laura Vallejo "Lali"(Kathy Saenz) era la novia de Pablo Urrutia (Jorge Enrique Abello), uno de los acosadores del colegio. En la fiesta de egresados, Lali encuentra a Pablo besándose en el baño con Azul otra chica del colegio; ésta se va de la fiesta frustrada y Andrés Torres (Luis Fernando Hoyos) la ayuda al alejarla del colegio en su furgoneta, donde terminan teniendo relaciones sexuales. Lali sin saberlo queda embarazada, y más tarde decide casarse con Pablo y criar al niño que creía que era de Pablo.
Clemente Vallejo (Luis Eduardo Arango) es dueño de una exitosa empresa de alimentos para perros llamada «BaCan». Pablo trabaja en la empresa de Clemente quien no lo trata muy bien y lo soporta por amor a su hija Lali.
Andrés es un paseador de perros sin un trabajo estable. Lali lo contrata para que se ocupe del perro de su familia y se encuentra con él por casualidad, recuerda el evento de la fiesta de grado, y le insinúa que Martín podría ser hijo suyo. Una prueba de ADN confirma que Martín (Juan Pablo Urrego), el hijo de María Laura, es hijo biológico de Andrés y no de Pablo. Andrés trata de adaptarse a su paternidad recién descubierta, mientras Pablo se frustra por su aparición. Martín trata de mantener buenos términos con ambos, y María Laura "Lali" comienza un romance con Andrés. Por otra parte, Pablo engaña a Lali con Patricia Delgado (Zharick León), la secretaria y esposa de Clemente. Patricia queda embarazada de Pablo, pero le hace creer a Clemente que el hijo que espera es suyo.
Los Torres son una familia de Clase media, integrada por los padres Elías Torres (Fernando Arévalo) y Nubia Castro (Luces Velásquez), junto con la hermana de Andrés, Gabriela (Carla Giraldo). Gabriela trabaja en «BaCan» y tiene varios romances malogrados. Andrés mantiene amistad con dos de sus compañeros del colegio: Chicho (Santiago Moure) y Verónica Paz (Diana Ángel), quién dirige una estación de radio que presenta música de rock de la década de los 80's y 90's. María Laura también se mantiene en contacto con su mejor amiga, la psiquiatra Victoria Pombo (Victoria Góngora), quién busca una pareja con quién tener un hijo. Guillermo "Guille" Aldana (Carlos Manuel Vesga), otro estudiante del colegio, también empieza a trabajar en «BaCan» y anuncia públicamente su homosexualidad durante una reunión de los graduados. Patricia Delgado es, para ignorancia de todos los demás, otra excompañera del colegio, Ximena Rocha. Ella era obesa en el colegio, pero adelgazó con un tratamiento especial en una clínica en los Estados Unidos y cambió totalmente su apariencia, lo que la llevó a querer cambiar también su personalidad y su nombre.

## Elenco
- Zharick León como Ximena Rocha Rosales/Patricia Delgado de Vallejo.
- Kathy Sáenz como María Laura "Lali" Vallejo García.
- Luis Fernando Hoyos como Andrés "Andy" Torres González.
- Jorge Enrique Abello como Pablo Urrutia Uribe" footloser".
- Santiago Moure como Marco Tulio "Chicho" Caicedo Chair.
- Diana Ángel como Verónica "Vero" Paz.
- Luis Eduardo Arango como Clemente Vallejo "Don Bacan".
- Fernando Arévalo como Elías Torres .
- Carla Giraldo como Gabriela "Gaby" Torres González.
- Luces Velásquez como Nubia González de Torres.
- Victoria Góngora como Victoria "Vicky" Pombo Cucalón.
- Carlos Manuel Vesga como Guillermo "Guille" Aldana.
- Juan Pablo Urrego como Martín Urrutia Vallejo.
- Álvaro Bayona como Walter.
- Luz Estrada como Clarita.
- Verónica Orozco como Teresa Wolf/Pamela.
- Andrés Toro como Augusto Echeverria Uribe.
- Diana Neira como Sofía Duarte.
- Karla Ramírez como Inés Duarte.
- Lucas Buelvas como Juan "Juancho" López
- Cristina Umaña como Sandra Méndez.
- Jim Muñoz como Lucas.
- Bernardo Garcia como Mario López.
- Jota Mario Valencia como El mismo.
- Orlando Lamboglia como  "Currulao".
- Consuelo Luzardo como Profesora Martha Quiñonez "Riñones" .
- Marcelo Dos Santos como Daniel "Dany" Torres.
- Lina Tejeiro como Luna Zárate Pardo.
- Alejandro López como Gustavo Franco.
- Lorna Cepeda como Juana Pardo.
- Luis Fernando Bohórquez como Fernando Zárate.
- Alberto Pujol como Ignacio Aldana.
- Dora Cadavid como Beatriz "Betty" Martínez.
- Ricardo Abarca como Ramón.
- Carolina Acevedo como Claudia Valenzuela.
- Ana María Kamper comoAna María Rey "Nani".
- Johanna Bahamón como Azul.

## Premios y nominaciones

### Kids Choice Awards
| Edición                                                     | Categoría    | Nominado(s)          | Resultado |
| ----------------------------------------------------------- | ------------ | -------------------- | --------- |
| II Premios Kids Choice Awards Colombia 29 de agosto de 2015 | Chico Trendy | Jorge Enrique Abello | Ganador   |

### Premios India Catalina
| Edición                                        | Categoría                | Nominado(s)                                     | Resultado | Ref.        |
| ---------------------------------------------- | ------------------------ | ----------------------------------------------- | --------- | ----------- |
| XXX Premios India Catalina 15 de marzo de 2014 | Mejor arte de telenovela | Rosario Lozano, Eugenio García y Andrés Vargas. | Nominados | [ 1 ] [ 2 ] |

### Premios TVyNovelas
| Edición                                       | N.º de Nominaciones | Categoría        | Resultado |
| --------------------------------------------- | ------------------- | ---------------- | --------- |
| XXIII: Premios TVyNovelas 29 de marzo de 2014 | 4 Nominaciones      | Mejor Producción | Nominados |

## Adaptaciones
Debido al éxito cosechado por la ficción desde su estreno, a mediados de 2012 se conoció la intención de varios países por adaptar el formato de Underground y Telefe.

### Chile
La adaptación chilena, debutó con éxito el lunes 4 de marzo de 2013 por el canal Chilevisión. La misma fue adaptada por Carlos Galofré, Rodrigo Ossandón y Sandra Arriagada, y es dirigida por Mauricio Bustos. Como protagonistas cuenta con Fernanda Urrejola y Marcial Tagle. La adaptación ha sido bien recibida por el público desde su estreno, posicionándose como líder en su franja horaria.

### Argentina
La exitosa versión original realizada y coproducida por Underground Contenidos y Endemol para Telefe, fue emitida desde el lunes 12 de marzo de 2012, finalizando así el miércoles 19 de diciembre de ese mismo año. Fue protagonizada por Nancy Duplaa, y Daniel Hendler.